# Джон Рабе (фільм)
«Джон Рабе» — німецько-китайсько-французький фільм 2009 року, знятий Флоріаном Галленбергом за мотивами біографії Джона Рабе, який під час японо-китайського конфлікту в 1937 році, створив Нанкінську зону безпеки. Фільм був знятий на основі щоденника, написаного Джоном Рабе.
Прем'єра фільму відбулась на 59 Берлінському кінофестивалі.

## Сюжет
Наприкінці 1937 року німецький підприємець Джон Рабе разом зі своєю дружиною Дорою знаходиться в Нанкіні. Рабе — директор місцевого відділення компанії Siemens, він прожив у Нанкіні більше 30 років і готовий повернутися до Берліна, передав свої справи наступнику. Під час прощального вечора, влаштованого з нагоди від'їзду Джона Рабе, відбувається наліт японської авіації на Нанкін, місто піддається бомбардуванню. Рабе, намагається врятувати мешканців міста — робітників його підприємства, відкривши ворота компанії та пустивши їх всередину. За допомогою німецького прапору, який Рабе разом з працівниками розтягають, їм вдається дати знати японським пілотам, що дана територія належить німецькому підприємству.
Наступного ранку іноземці, які знаходяться в місті, обговорюють, що їм робити далі. Аташе німецького посольства Георг Розен повідомляє, що в Шанхаї була створена зона безпеки для цивільних осіб. Розен пропонує створити таку саме зону безпеки в Нанкіні. Його пропозицію підтримують. Джона Рабе пропонують призначити керівником зони. В кінцевому підсумку усі погоджуються з цим, попри заперечення американського доктора Роберта Вілсона. На наступний день Рабе відправляє свою дружину в Німеччину. Корабель на якому вона пливе потрапляє під бомбардування з боку японської авіації.
Тим часом, японські війська внаслідок битви поруч з Нанкіном беруть в полон вояків Національно-революційної армії. Незабаром японська армія вступає в Нанкін і влаштовує там різанину. Джону Рабе та міжнародному комітету все-таки вдається створити зону безпеки, яку визнають командуючі японськими військами. Члени комітету вживають усі зусилля, щоб врятувати людей від загибелі.
З часом Вілсон та Рабе стають друзями. Вони разом зустрічають Різдво. Вілсон дізнавшись, що Рабе хворий на діабет і в нього закінчився інсулін, дістає ліки в японців.
Наприкінці фільму Рабе полишає місто.

## Критика
Жодна велика японська кінокомпанія не наважилась показати фільм в Японії. Галленбергер також підтвердив наявність труднощів з показом фільму в Японії. Режисеру фільму пропонували забезпечити показ фільму в Японії за умови, що він виріже  з фільму усі сцени в яких показаний принц Асакі, що віддав наказ про початок різанини, але Галленбергер відмовився.
Проти показу фільму в Японії виступали японські ультранаціоналісти, які заперечують факт Нанкінської різанини. 17 травня 2014 року фільм все-таки був продемонстрований в Японії на кінофестивалі, присвяченому збереженню історичних фактів про Нанкін (яп. 南京・史実を守る映画祭).
На сайті Rotten Tomatoes фільм отримав від критиків рейтинг в 75 % та 77 % — від глядачів.

## Нагороди
Фільм був номінований на Deutscher Filmpreis в семи номінаціях, та переміг в чотирьох з них (кращий художній фільм, краща чоловіча роль, краща робота художника по костюмам, краща робота постановника.
- 2009 Баварська кінопремія[en]:
  - за найкраще виробництво [en] — Міша Гофман, Беньямін Герман, Ян Мойто
  - за найкращу акторську роботу[en] — Ульріх Тукур